# Église Saint-Julien de Savas
 (mars 2018).
L'église Saint-Julien est érigée dans la commune de Savas, département de l'Ardèche en région Auvergne-Rhône-Alpes. Son architecture de style néogothique est notamment l'œuvre de William Guibert, architecte-voyer (architecte-urbaniste) de la ville d’Annonay. Ainsi cette église a un point commun avec celle de Toissieu (1876 - 1878), hameau d’Annonay. L'édifice est situé au cœur du chef-lieu de la commune.

## Historique
- Moyen Âge : Construction d’un sanctuaire nommé « Saint-Julien en Goye » au sommet d’une colline surplombant le village. Il sert d’église paroissiale. Savas et l’ensemble des paroisses vivaroises situées au nord du Doux dépendent alors de l’archidiocèse de Vienne (Isère).

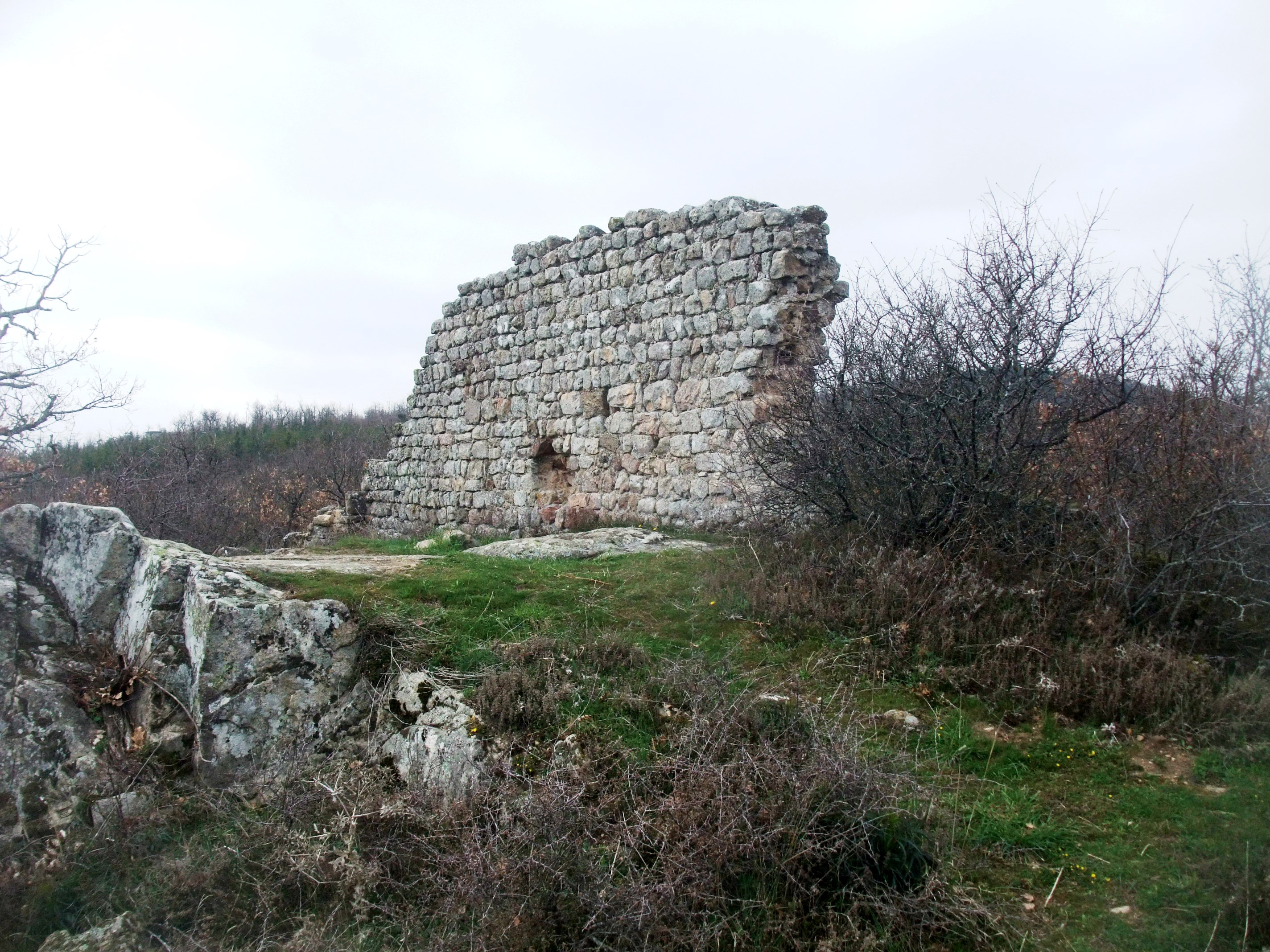
Il ne reste plus qu'un mur de l'ancienne chapelle de Saint-Julien en Goye.

- 1414 ou 1540 : Construction d’une chapelle au village, à l’emplacement de l’actuel chœur de l’église. Un campanile supporte une cloche.
- 1562 : Guerres de religion : destruction de l’église de « Saint-Julien en Goye ». La chapelle du village devient église paroissiale. Elle est agrandie.
- 1670 - 1728 : Travaux divers dans l’église : 
  - construction d’une voûte au-dessus de la nef, d’un clocher au-dessus du chœur, de tribunes…
  - refonte de la cloche et ajout d’une deuxième (dénommée la « grande »)
- 1789 : Révolution…
- 1793 : 
  - Fermeture de l’église au culte ?
  - Vol ou confiscation de divers éléments comme la « petite » cloche.
  - Transfert d’objets comme un retable de la chapelle Sainte-Claire d’Annonay ou d’un panneau de noyer provenant du couvent des récollets d’Annonay.
- 1802 : Réouverture officielle au culte : l’église demeure paroissiale dans le cadre de la mise en place de l’organisation temporelle concordataire.
- 1832 : Constitution du cadastre « napoléonien » de Savas. L’église apparait sur le plan.
- 1833 - 1862 : Travaux d’agrandissement, de réaménagement et d’embellissement. Le clocher est doté de deux cloches : refonte de la  « grande » et ajout d’une neuve.
- 1867 - 1868 : Reconstruction totale du clocher, surélévation de la nef et réaménagement intérieur.
- 1885 - 1901 : Reconstruction totale de la nef et ajout de bas côtés le tout en conservant le clocher, réaménagement intérieur et embellissement (remplacement de mobilier liturgique, pose de vitraux, d’un carrelage…). Ces travaux sont la synthèse de deux projets : l’un conservant le clocher et l’autre agrandissant au maximum l’église. Le deuxième projet aurait donné une église étrangement ressemblante avec celle du hameau annonéen de Toissieu : façade principale très voisine et clocher placé à l’angle du chœur et du transept.

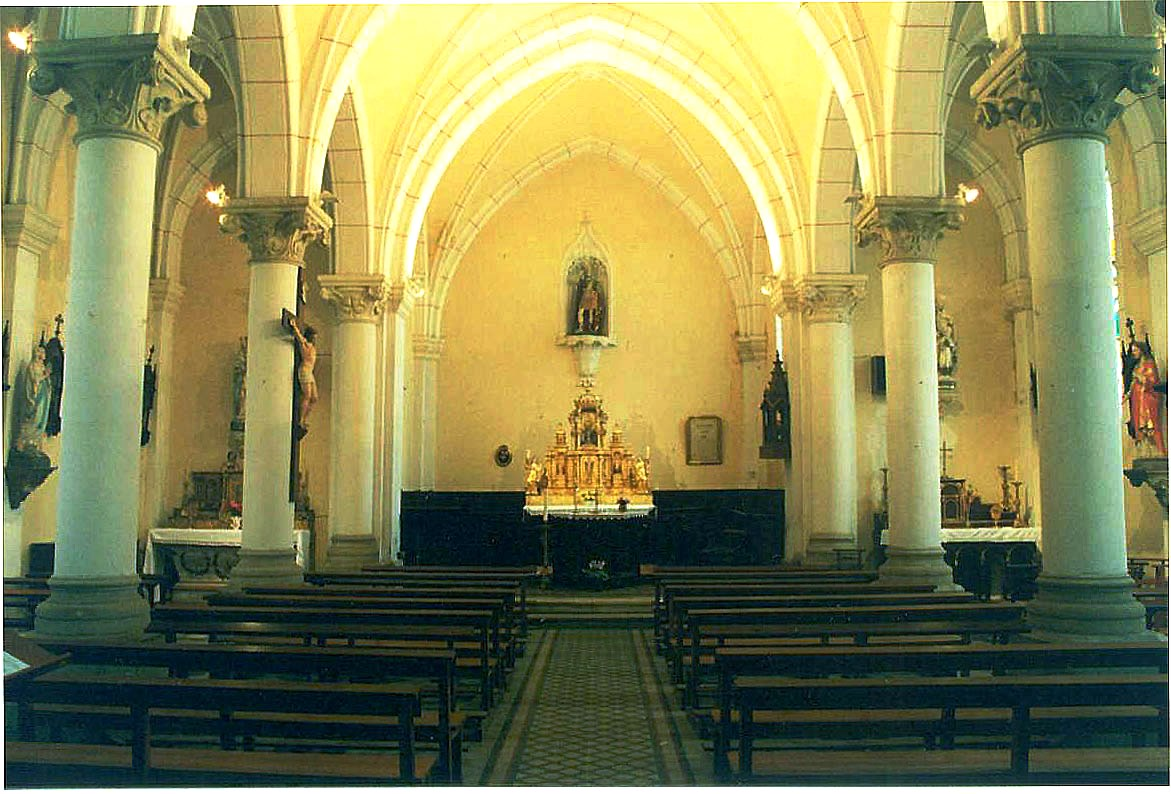
Une nef agrandie à plusieurs reprises, la dernière datant de 1896.

- 1906 : Inventaire de l’église dans le cadre de la Loi de séparation des Églises et de l'État. L'opération fait l’objet d’une chronique dans l’hebdomadaire La Croix de l’Ardèche (février - mars).
- 1954 : Rénovation des peintures murales de l’intérieur.
- 1994 : La paroisse de Savas et les autres paroisses catholiques de la banlieue d’Annonay (sauf Roiffieux) forment l’« Ensemble Inter Paroissial d'Annonay - rural ».
- 1995 : Travaux de rénovation : nettoyage et réfection des façades, vérification de la charpente, nettoyage de la toiture, reprise des installations électriques et thermiques.
- 2003 : Création de la paroisse « Saint-Christophe-lès-Annonay », par fusion des paroisses catholiques existantes (1er janvier) [1].
- 2018 : Ouverture de l'édifice dans le cadre de « Nuit des églises »  en lien avec la Conférence des évêques de France. Accueil des participants avec la sonnerie des cloches. Présentation historique de l’église, d’objets liturgiques, des vitraux. Temps  musical, de témoignages sur Lourdes et de louanges suivis d'un repas partagé... (7 juillet) [1].
- 2021 : Création de la paroisse « Bienheureux Gabriel Longueville » du Bassin d'Annonay par fusion des paroisses « Sainte-Claire » d’Annonay, de Roiffieux et de La Vocance et « Saint-Christophe lès Annonay » (1er mai) [2].

## Description générale
Composée d’un clocher sur la façade principale surmontant le portail d’entrée, l’église est à trois nef voûtées en croisées d’ogive. Son plan est de type basilical .

## Vocable
Saint Julien de Brioude était un soldat romain, né à Vienne en Isère et martyrisé à Brioude en Haute-Loire au IIIe siècle.

## Visite de l'édifice

### Le sanctuaire

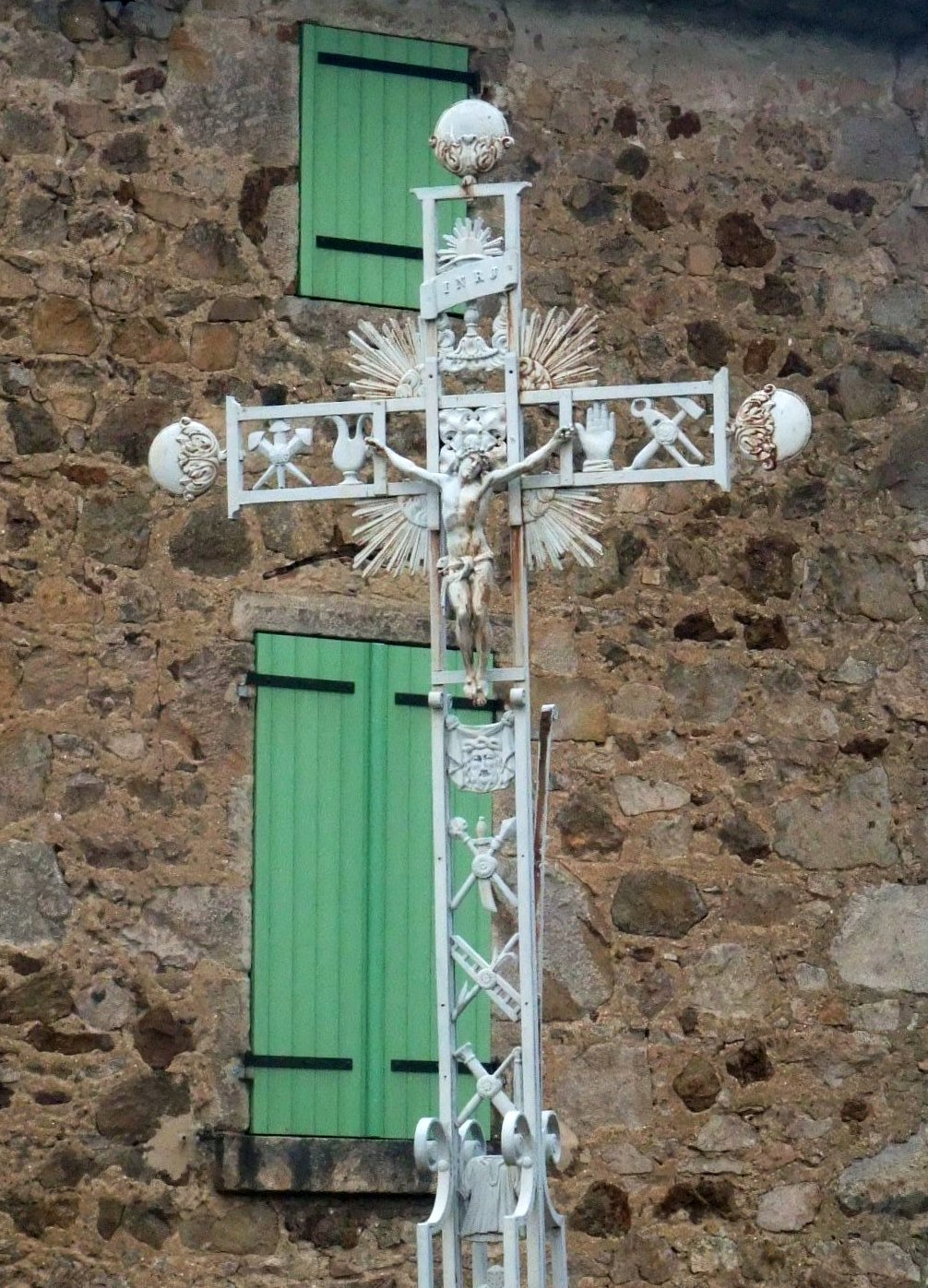
Sur la place de l'église, une croix de mariniers réalisée en 1857.

Plusieurs éléments aux fonctions liturgiques précises : 
- le siège de présidence.
- la Croix du Christ.
- l’ambon.
- l’autel.
- le tabernacle.

L’ambon, l’autel et le tabernacle ont été réalisés en 1995 à partir d’éléments de l’ancienne chaire.

### Vitraux
Certains vitraux représentent des scènes sacrées. Les fidèles, les visiteurs peuvent reconnaitre notamment :
- Saint Jean-Baptiste,
- Les disciples d’Emmaüs.
- La communion de la Sainte Vierge.

### Sculptures

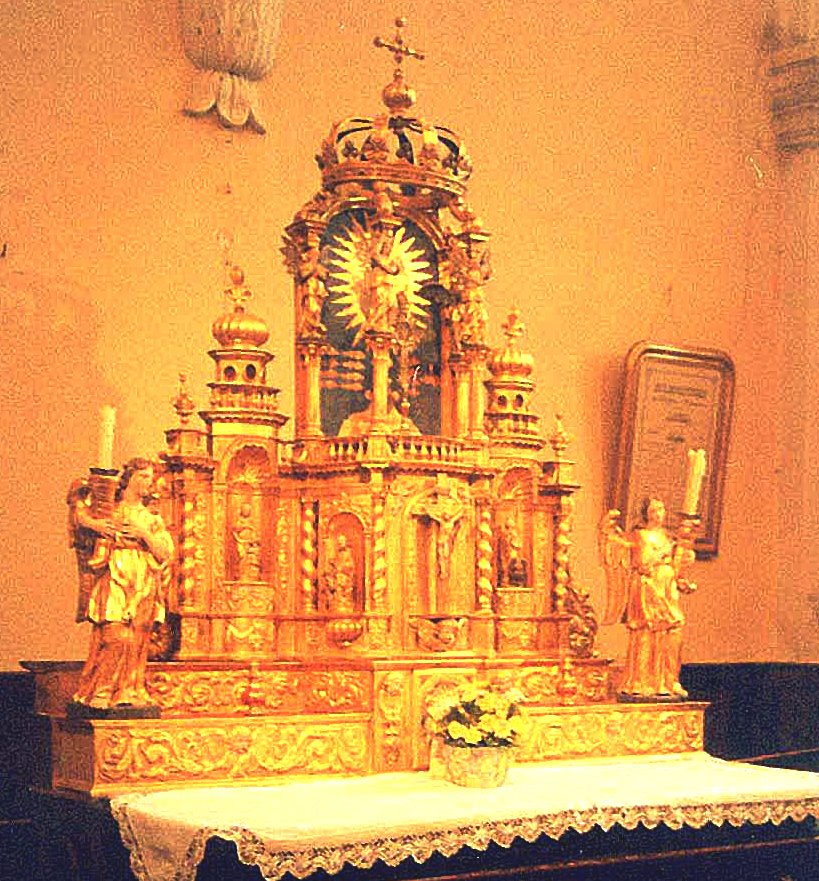
Le retable du XVIIe siècle était auparavant dans la chapelle Sainte-Claire d'Annonay.

#### Autels
Une partie du mobilier de l’église est recensé sur la base Palissy comme : 
- Le retable de l’ancien maitre-autel datant du XVIIe siècle : il provient de la chapelle Sainte-Claire d’Annonay. Classé monument historique au titre d'objet le 23 avril 1951 [4], il repose sur un autel datant de 1834 en forme de tombeau. Son tabernacle est de forme polygonale.
- L’autel de la chapelle de la Vierge datant du XVIIe siècle, a été classé monument historique au titre d'objet le 30 juillet 1987[5]
- L’autel de la chapelle Saint-Joseph avec ses statuettes datant de 1868 pour les statuettes, œuvres du sculpteur lyonnais Francheschi. L’ensemble a été classé monument historique au titre d'objet le 30 juillet 1987[6].

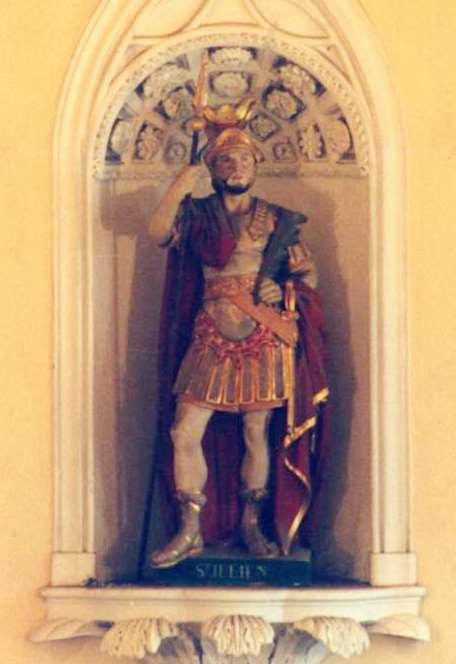
Saint-Julien de Brioude, soldat romain, patron de l'église.

#### Statues
Plusieurs statues décorent l'église dont : 
- Saint Julien de Brioude, patron de l’église, statue créée en 1867.
- Saint Antoine de Padoue,
- Sainte Jeanne d’Arc,
- Saint Joseph,
- La Mère et l’Enfant.

Elles datent soit de la fin du XIXe siècle, soit de la première moitié du XXe siècle.
Les évangélistes (1868) : statuettes en terre cuite -  œuvres de Léon Moynet, sculpteur de Vendeuvre-sur-Barse (Aube) - sont classés monument historique au titre d'objet depuis le 30 juillet 1987.

#### Chemin de croix
Le Chemin de Croix rappelle différents épisodes en quatorze stations du premier vendredi saint : la Passion du Christ. Ici, il daterait de 1843 et pourrait porter la signature du Lyonnais Montelhier Jeune.

#### Autres éléments sculptés
Citons encore :

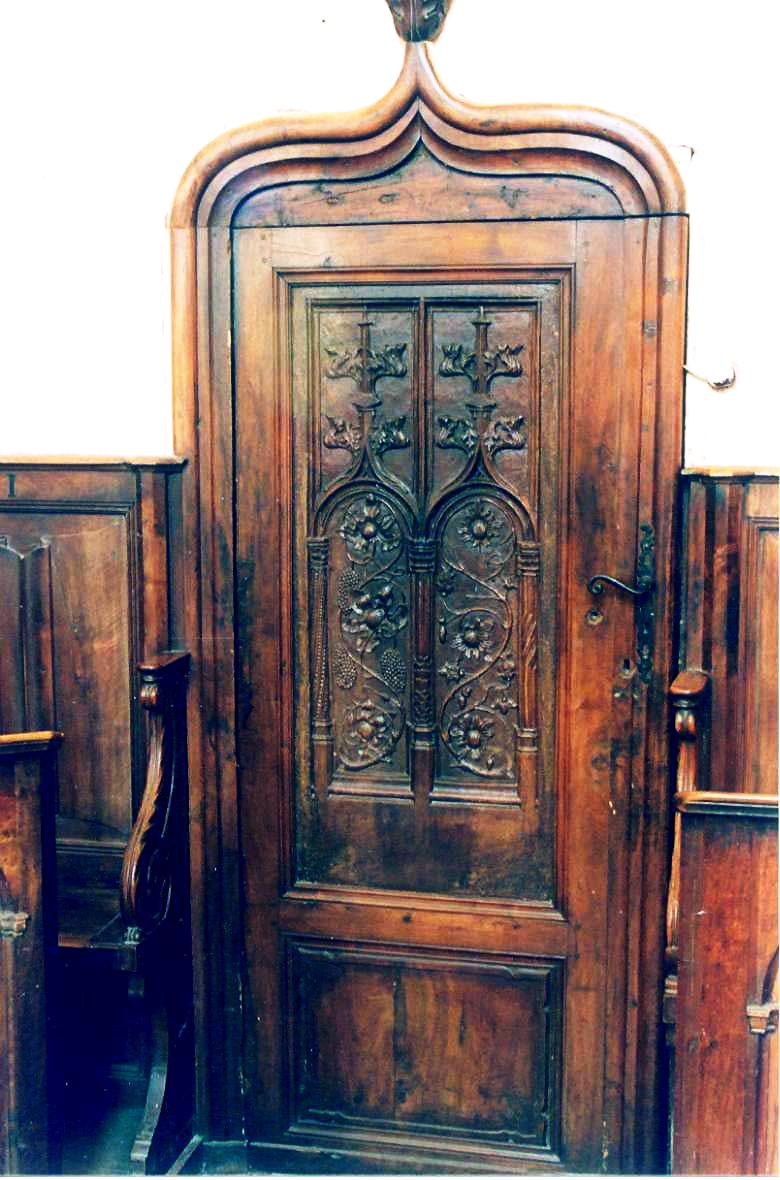
Ce panneau a été sauvé in extremis de l'incendie du couvent des Récollets à la Révolution.

- La porte de la sacristie, panneau de noyer provenant du couvent des récollets d’Annonay (disparu au début de la Révolution française) et classée monument historique au titre d'objet le 14 août 1973[8].
- Les boiseries du chœur  et les stalles datant de 1862, œuvre de Félix, ébéniste de Saint-Félicien (Ardèche), classées monument historique au titre d'objet le 30 juillet 1987[9].

### Cloches
Le 31 mai 1840 ont été bénites deux cloches en présence des PP. Jean-Pierre Poncer, curé de Savas, de Colonjon et Hugonnet, vicaires à Notre-Dame d’Annonay et Vallon curé de Saint-Clair. Dominique Guigal était maire de la commune, Jean Seux son adjoint.
- « La grande » : 468 kg, nommée Marie Sophie a été refondue à partir de celle créée en 1728. Elle porte en inscription : Jubilate Deo omnis terra, date gloriam laudi ejus. A fulgure et tempestate libera nos Domine. Elle a eu pour parrain : Michel de Montgolfier et pour marraine : Marie-Sophie de Montgolfier, son épouse née Malgontier tous deux originaires de Vidalon-lès-Annonay.
- « La petite » :  297 kg, est nommée Louise Joséphine. Elle porte en inscription :  Laudate pueri Dominum. Laudate nomen domini. Elle a eu pour parrain : Henri de Colonjon et pour marraine : Louise de Montgolfier née Girard représentée par Josephine de Colonjon.

## Chronologie des curés

### ? – 1994
Un curé, non résidant à partir de 1973, aidé parfois d'un vicaire a la charge de la paroisse dont le territoire correspond approximativement à celui de la commune.

### 1994 – 2003
Une équipe presbytérale dont les membres sont « curés in solidum » (responsables solidairement) a la charge de l’ensemble des paroisses catholiques de la banlieue d’Annonay (Ensemble Inter Paroissial d'Annonay - rural).

### 2003 – 2021
Avec la création de la paroisse Saint-Christophe dont le territoire comprend la banlieue d'Annonay, à l'exception de Roiffieux et de la vallée de La Vocance, une Équipe d’Animation Pastorale (E.A.P.) composée de laïcs en mission et de prêtres nommés « curés in solidum » à la charge de la paroisse nouvelle.

### Depuis 2021
Avec la création de la paroisse « Bienheureux Gabriel Longueville » dont le territoire correspond au bassin de vie d'Annonay, une Équipe d’Animation Pastorale (E.A.P.) présidée par un prêtre nommé « curé » à la charge de la paroisse nouvelle.